# آنا كاتس
آنا كاتس (بالإسبانية: Ana Katz)‏ هي كاتبة سيناريو ومخرجة وممثلة أرجنتينية، ولدت في 2 نوفمبر 1975 في بوينس آيرس في الأرجنتين.

## وصلات خارجية
- آنا كاتس على موقع IMDb (الإنجليزية)
- آنا كاتس على موقع روتن توميتوز (الإنجليزية)
- آنا كاتس على موقع ألو سيني (الفرنسية)
- آنا كاتس على موقع قاعدة بيانات الفيلم (الإنجليزية)